# Van Maanen 2 b

L’objet substellaire van Maanen 2 b (abréviation : vMa 2 b) est une hypothétique naine brune — voire une planète (géante) extrasolaire (exoplanète) — en orbite autour de l’étoile de van Maanen, une naine blanche située à une distance d’environ 14 années-lumière (4,3 parsecs) du Soleil, dans la constellation zodiacale des Poissons.
L’existence d’un objet substellaire, compagnon de l’étoile de van Maanen, a été suspectée par Peter van de Kamp en 1971 puis par George Gatewood (en) et Jane Russell en 1974. Sa découverte a été annoncée en janvier 2004. Mais son existence a été contestée dès juin 2004. En juillet 2008, des résultats d'observations du  télescope spatial américain Spitzer ont semblé confirmer qu’il n'existerait pas d'objet de quatre masses joviennes, ou plus, à moins de 1 200 unités astronomiques de l’étoile de van Maanen. Pour autant, l’existence d’un tel objet n’est pas exclue. En effet, chaque naine blanche pourrait être entourée de débris rocheux et d’au moins une planète géante. Si l'existence d'une telle planète géante était établie, elle serait la première exoplanète à avoir été observée, de surcroît depuis le sol terrestre. En effet, Benjamin Zuckerman a découvert dans des notes d’Adriaan van Maanen (1884-1946) des données restées non exploitées par l’astronome néerlando-américain mais que les astrophysiciens savent aujourd’hui interpréter comme la signature d’une exoplanète.